# Festa nazionale slovena
La Festa nazionale slovena (in sloveno Dan državnosti, letteralmente Giorno della statualità) è la festa nazionale della Repubblica di Slovenia. 
La ricorrenza nazionale slovena si celebra ogni 25 giugno per commemorare la dichiarazione d'indipendenza della Slovenia dalla Repubblica Socialista Federale di Jugoslavia nel 1991. È da notare che, malgrado la dichiarazione formale d'indipendenza sia arrivata il 26 giugno 1991, il 25 giugno è considerata la festività nazionale effettiva, poiché è la data in cui sono state approvate tutte le formalità in materia d'indipendenza così che la Slovenia è diventata una repubblica indipendente.
Figura di spicco nel panorama politico sloveno fu quella di Lojze Peterle, che dichiarò, appunto nel 1991, l'indipendenza del suo Paese dalla Jugoslavia.
Questa ricorrenza è ben diversa dalla "Giornata dell'indipendenza e dell'unità della Slovenia", celebrata ogni anno il 26 dicembre in commemorazione del 26 dicembre 1990, che celebrava la proclamazione ufficiale dei risultati delle votazioni elettorali in cui l'88,5% di tutti gli elettori sloveni risultavano favorevoli a una Slovenia intesa come Paese sovrano.
Già nel XIX secolo un'identità culturale nazionale slovena venne cantata dal poeta nazionale sloveno France Prešeren, la cui settima strofa di una sua poesia (Zdravljica) divenne il testo ufficiale dell'inno nazionale sloveno dal 1991.
La ricorrenza del 25 giugno comunque riveste ancora un forte senso di orgoglio nazionale e dei valori dell'indipendenza nazionale stessa.